# Eleições estaduais em São Paulo em 1954
As eleições estaduais em São Paulo em 1954 ocorreram em 3 de outubro como parte das eleições no Distrito Federal, em 20 estados e nos territórios federais do Acre, Amapá, Rondônia e Roraima. Nesse dia foram eleitos o governador Jânio Quadros, o vice-governador Porfírio da Paz, os senadores Lino de Matos e Auro de Moura Andrade, além de 41 deputados federais e 75 estaduais.
Nascido em Campo Grande, o advogado Jânio Quadros formou-se na Universidade de São Paulo e lecionou nos colégios Dante Alighieri e Vera Cruz em São Paulo. Com a restauração do pluripartidarismo pelo Estado Novo em 1945, Jânio Quadros teve uma passagem fugaz pela UDN, mas disputou sua primeira eleição como candidato a vereador na capital paulista no PDC em 1947. Derrotado, tomou posse no ano seguinte quando os parlamentares do PCB tiveram os mandatos cassados. A seguir foi eleito deputado estadual em 1950 e em 1953 foi eleito prefeito de São Paulo na primeira eleição direta à prefeitura da cidade desde a Revolução de 1930 e após seu ingresso no PTN elegeu-se governador de São Paulo em 1954 e mesmo sem renunciar ao mandato, foi eleito deputado federal pelo Paraná via PTB em 1958.
A eleição foi exitosa também para Porfírio da Paz, militar e esportista nascido em Araxá e que, ao migrar para São Paulo, ingressou na Faculdade de Farmácia e Odontologia da Universidade de São Paulo. Professor de disciplinas relativas à sua graduação no Liceu Coração de Jesus, dedicou-se ao esporte e é um dos fundadores do São Paulo Futebol Clube. Aprovado num concurso para o Corpo de Saúde do Exército, mudou para o Rio de Janeiro onde sentou praça como segundo-tenente. Preso por sua participação na Revolução Constitucionalista de 1932, foi expulso e depois reintegrado às Forças Armadas mediante anistia e durante a Segunda Guerra Mundial serviu à Base Aérea de Natal e em sua carreira militar alcançou o generalato. Findo o Estado Novo elegeu-se deputado estadual via PTB em 1947 e 1950. Nos anos seguintes aliou-se a Jânio Quadros e junto a ele foi eleito vice-prefeito de São Paulo via PDC em 1953 e vice-governador do estado pelo PTN em 1954.

## Resultado da eleição para governador
Foram apurados 1.874.525 votos nominais (97,14%), 38.239 votos em branco (1,98%) e 16.967 votos nulos (0,88%), resultando no comparecimento de 1.929.731 eleitores.
| Candidatos a governador do estado | Candidatos a vice-governador | Número | Partido/Coligação           | Votação | Percentual |
| --------------------------------- | ---------------------------- | ------ | --------------------------- | ------- | ---------- |
| Jânio Quadros PTN                 | Ver abaixo -                 | -      | PTN, PSB                    | 660.264 | 35,22%     |
| Ademar de Barros PSP              | Ver abaixo -                 | -      | PSP (sem coligação)         | 641.960 | 34,25%     |
| Prestes Maia UDN                  | Ver abaixo -                 | -      | UDN, PSD, PR, PDC, PST, PRT | 492.518 | 26,27%     |
| Wladimir de Toledo Piza PTB       | Ver abaixo -                 | -      | PTB (sem coligação)         | 79.783  | 4,26%      |

## Resultado da eleição para vice-governador
Foram apurados 1.816.228 votos nominais (94,12%), 95.994 votos em branco (4,97%) e 17.509 votos nulos (0,91%), resultando no comparecimento de 1.929.731 eleitores.
| Candidatos a governador do estado | Candidatos a vice-governador | Número | Partido/Coligação           | Votação | Percentual |
| --------------------------------- | ---------------------------- | ------ | --------------------------- | ------- | ---------- |
| Ver acima -                       | Porfírio da Paz PTN          | -      | PTN, PSB                    | 658.132 | 36,23%     |
| Ver acima -                       | Erlindo Salzano PSP          | -      | PSP (sem coligação)         | 625.455 | 34,44%     |
| Ver acima -                       | Cunha Bueno PSD              | -      | UDN, PSD, PR, PDC, PST, PRT | 532.641 | 29,33%     |

## Biografia dos senadores eleitos

### Lino de Matos
Economista nascido em Ipaussu, Lino de Matos formou-se na Universidade de São Paulo. Professor, corretor de imóveis e diretor-geral da Escola Técnica de Comércio e da Escola Comercial de São Paulo, tomou parte na Revolta Paulista de 1924, Revolução de 1930 e a Revolução Constitucionalista de 1932 antes de uma breve carreira sindical. Vinculado a Ademar de Barros desde a escolha deste como interventor federal em São Paulo em 1938, filiou-se ao PSP e após o Estado Novo, elegeu-se deputado estadual em 1947 e 1950 e foi secretário de Educação no governo Lucas Nogueira Garcez, com quem romperia mais tarde. Em 1954 foi eleito senador por São Paulo e em maio do ano seguinte elegeu-se prefeito da capital paulista após a gestão interina de William Salem, que assumiu o cargo ante a renúncia do prefeito e vice-prefeito eleitos em 1953. A administração de Lino de Matos frente ao Palácio das Indústrias findou quando o mesmo foi obrigado a optar entre a prefeitura e o mandato de senador do qual apenas se licenciara e assim permaneceu no Senado Federal, enquanto o vice-prefeito Wladimir de Toledo Piza assumiu a prefeitura.

### Auro de Moura Andrade
Natural de Barretos, Auro de Moura Andrade lutou na Revolução Constitucionalista de 1932 e estudou na Escola Normal Caetano de Campos. Anos depois formou-se advogado pela Universidade de São Paulo numa época onde, enquanto jornalista, fazia oposição a Getúlio Vargas e em 1944 foi escolhido para a diretoria da Associação Comercial de São Paulo. Filiado à UDN elegeu-se deputado estadual em 1947 e deputado federal em 1950 antes de uma passagem relâmpago no PTB e o posterior ingresso no PTN, sendo eleito senador em 1954. Derrotado ao disputar o governo paulista via PST em 1958, assumiu a presidência do Senado Federal em 1961 e nessa condição leu a renúncia do presidente Jânio Quadros em 25 de agosto daquele ano.

## Resultado da eleição para senador
Foram apurados 2.758.594 votos nominais (71,48%), 1.071.444 votos em branco (27,76%) e 29.424 votos nulos (0,76%), resultando no comparecimento de 3.859.462 eleitores.
| Candidatos a senador da República    | Candidatos a suplente de senador | Número | Partido/Coligação   | Votação | Percentual |
| ------------------------------------ | -------------------------------- | ------ | ------------------- | ------- | ---------- |
| Lino de Matos PSP                    | Ver abaixo -                     | -      | PSP (sem coligação) | 590.810 | 21,42%     |
| Auro de Moura Andrade PTN            | Ver abaixo -                     | -      | PTN (sem coligação) | 551.549 | 19,99%     |
| Euclides Vieira PSP                  | Ver abaixo -                     | -      | PSP (sem coligação) | 550.147 | 19,94%     |
| Mário Calazans UDN                   | Ver abaixo -                     | -      | UDN (sem coligação) | 460.460 | 16,69%     |
| Hugo Borghi PRT                      | Ver abaixo -                     | -      | PRT (sem coligação) | 426.468 | 15,46%     |
| Joaquim Canuto Mendes de Almeida PTB | Ver abaixo -                     | -      | PTB (sem coligação) | 179.160 | 6,50%      |

## Resultado da eleição para suplente de senador
Foram apurados 1.956.302 votos nominais (50,69%), 1.874.996 votos em branco (48,58%) e 28.164 votos nulos (0,73%), resultando no comparecimento de 3.859.462 eleitores.
| Candidatos a senador da República | Candidatos a suplente de senador | Número | Partido/Coligação   | Votação | Percentual |
| --------------------------------- | -------------------------------- | ------ | ------------------- | ------- | ---------- |
| Ver acima -                       | Antônio de Barros Filho PSP      | -      | PSP (sem coligação) | 551.512 | 28,19%     |
| Ver acima -                       | Sinésio Rocha PSP                | -      | PSP (sem coligação) | 537.740 | 27,49%     |
| Ver acima -                       | Cristiano Altenfelder Silva UDN  | -      | UDN (sem coligação) | 444.393 | 22,72%     |
| Não havia -                       | Antônio de Paula Leite Neto PST  | -      | PST (sem coligação) | 221.645 | 11,33%     |
| Ver acima -                       | Paulo Abreu PTN                  | -      | PTN (sem coligação) | 154.053 | 7,87%      |
| Ver acima -                       | Carlos de Andrade Rizzini PTB    | -      | PTB (sem coligação) | 41.028  | 2,10%      |
| Ver acima -                       | Silas Botelho PRT                | -      | PRT (sem coligação) | 5.931   | 0,30%      |

## Deputados federais eleitos
São relacionados os candidatos eleitos com informações complementares da Câmara dos Deputados.

Representação eleita
  PSD: 12
  PSP: 11
  PTB: 8
  PTN: 5
  UDN: 4
  PR: 1

| Deputados federais eleitos | Partido | Votação | Percentual | Cidade onde nasceu | Unidade federativa |
| Emilio Carlos              | PTN     | 54.540  |            | Catanduva          | São Paulo          |
| Ivete Vargas               | PTB     | 48.282  |            | São Borja          | Rio Grande do Sul  |
| Carvalho Sobrinho          | PSP     | 41.455  |            | Alfenas            | Minas Gerais       |
| Orozimbo Roxo Loureiro     | PR      | 40.494  |            | Campinas           | São Paulo          |
| Mário Eugênio              | PSD     | 40.314  |            | Campinas           | São Paulo          |
| Ulysses Guimarães          | PSD     | 38.764  |            | Itirapina          | São Paulo          |
| Arlindo José Lello         | PSP     | 37.979  |            | [ nota 8 ]         | [ nota 8 ]         |
| Arnaldo Cerdeira           | PSP     | 34.315  |            | Manaus             | Amazonas           |
| Miguel Leuzzi              | PTN     | 32.629  |            | São Paulo          | São Paulo          |
| Horácio Lafer              | PSD     | 31.717  |            | São Paulo          | São Paulo          |
| Loureiro Júnior            | PSD     | 30.632  |            | Jaú                | São Paulo          |
| Herbert Levy               | UDN     | 30.316  |            | São Paulo          | São Paulo          |
| Leônidas Cardoso           | PTB     | 28.846  |            | Curitiba           | Paraná             |
| Pacheco Chaves             | PSD     | 27.959  |            | São Paulo          | São Paulo          |
| Lauro Gomes                | PTB     | 27.671  |            | Rochedo de Minas   | Minas Gerais       |
| Machado Neto               | PSD     | 26.812  |            | São Paulo          | São Paulo          |
| André Broca Filho          | PSP     | 27.486  |            | Guaratinguetá      | São Paulo          |
| Luís Francisco             | PTN     | 26.668  |            | Cravinhos          | São Paulo          |
| José João Abdalla          | PSD     | 25.957  |            | Guaratinguetá      | São Paulo          |
| Leonardo Barbieri          | PSP     | 25.061  |            | Araraquara         | São Paulo          |
| José Miraglia              | PSP     | 24.312  |            | Jaú                | São Paulo          |
| Ranieri Mazzilli           | PSD     | 23.642  |            | Caconde            | São Paulo          |
| Campos Vergal              | PSP     | 23.429  |            | Serra Negra        | São Paulo          |
| Lincoln Feliciano          | PSD     | 23.076  |            | Paraibuna          | São Paulo          |
| Plácido Rocha              | PSP     | 23.063  |            | Bananeiras         | São Paulo          |
| Quirino Ferreira           | UDN     | 22.625  |            | Piracaia           | São Paulo          |
| Monteiro de Barros         | PSP     | 20.679  |            | Ribeirão Preto     | São Paulo          |
| Dagoberto Sales Filho      | PSD     | 20.593  |            | Rio Claro          | São Paulo          |
| Carmelo d'Agostino         | PSD     | 19.548  |            | São Paulo          | São Paulo          |
| Luís Carlos Pujol          | PTN     | 19.224  |            | São Paulo          | São Paulo          |
| Yukishigue Tamura          | PSD     | 18.923  |            | São Paulo          | São Paulo          |
| Ferreira Martins           | PSP     | 17.872  |            | Santos             | São Paulo          |
| Artur Audrá                | PSP     | 17.483  |            | São Paulo          | São Paulo          |
| Frota Moreira              | PTB     | 15.710  |            | Fortaleza          | Ceará              |
| Abguar Bastos              | PTB     | 15.419  |            | Belém              | Pará               |
| Lauro Cruz                 | UDN     | 15.308  |            | Santos             | São Paulo          |
| Castilho Cabral            | PTN     | 15.050  |            | Novo Horizonte     | São Paulo          |
| João Batista Ramos         | PTB     | 13.627  |            | Queluz             | São Paulo          |
| Nelson Omegna              | PTB     | 13.444  |            | Niterói            | Rio de Janeiro     |
| Menotti del Picchia        | PTB     | 11.979  |            | São Paulo          | São Paulo          |
| Ferraz Egreja              | UDN     | 11.890  |            | Cristina           | Minas Gerais       |

## Deputados estaduais eleitos
Estavam em jogo 75 vagas da Assembleia Legislativa de São Paulo.

Representação eleita
  PSP: 17
  PSD: 11
  PTB: 8
  UDN: 7
  PR: 7
  PTN: 7
  PSB: 4
  PDC: 4
  PST: 3
  PRP: 3
  PL: 1

| Deputados estaduais eleitos     | Partido | Votação | Percentual | Cidade onde nasceu    | Unidade federativa |
| Athiê Jorge Coury               | PSP     | 16.582  |            | Itu                   | São Paulo          |
| Amaral Furlan                   | PSD     | 16.245  |            | Sertãozinho           | São Paulo          |
| Antônio Pinheiro Camargo Júnior | PSD     | 15.749  |            | Mongaguá              | São Paulo          |
| José da Rocha Mendes Filho      | PTB     | 15.027  |            | São Roque             | São Paulo          |
| Geraldo de Barros               | PSP     | 14.972  |            | São Manuel            | São Paulo          |
| Cássio Ciampolini               | PTB     | 14.880  |            | São Paulo             | São Paulo          |
| Homero Domingues da Silva       | UDN     | 13.972  |            | Mogi Mirim            | São Paulo          |
| Camilo Ashcar                   | UDN     | 13.463  |            | Ribeirão Preto        | São Paulo          |
| Bady Bassitt                    | PSP     | 13.115  |            | São José do Rio Preto | São Paulo          |
| Figueiredo Ferraz               | PSP     | 13.022  |            | Mococa                | São Paulo          |
| Amadeu Narciso Pieroni          | PSD     | 12.257  |            | São Paulo             | São Paulo          |
| Germinal Feijó                  | PSB     | 11.941  |            | São Paulo             | São Paulo          |
| Conceição da Costa Neves        | PTB     | 11.485  |            | Juiz de Fora          | Minas Gerais       |
| Luiz Roberto Vidigal            | PSD     | 11.158  |            | Itapeva               | São Paulo          |
| Alfredo Farhat                  | PR      | 10.756  |            | Lages                 | Santa Catarina     |
| Cantídio Sampaio                | PSP     | 10.247  |            | São Paulo             | São Paulo          |
| Rui de Almeida Barbosa          | PTB     | 10.118  |            | São Simão             | São Paulo          |
| Vitor Maida                     | PSP     | 10.069  |            | Ibitinga              | São Paulo          |
| Luciano Nogueira Filho          | PSD     | 9.808   |            | Caçapava              | São Paulo          |
| Fioravante Zampol               | PTB     | 9.762   |            | Votuporanga           | São Paulo          |
| Osny Silveira                   | PSD     | 9.758   |            | São Roque             | São Paulo          |
| Miguel Petrilli                 | PTN     | 9.099   |            | Ibaté                 | São Paulo          |
| Paulo de Castro Viana           | PSP     | 9.093   |            | Ubatuba               | São Paulo          |
| Vicente de Paula Lima           | UDN     | 8.919   |            | Franca                | São Paulo          |
| Franco Montoro                  | PDC     | 8.863   |            | São Paulo             | São Paulo          |
| Mendonça Falcão                 | PST     | 8.768   |            | São Paulo             | São Paulo          |
| Cid Franco                      | PSB     | 8.653   |            | Petrópolis            | Rio de Janeiro     |
| José Diogo Bastos               | PSP     | 8.588   |            | Sertãozinho           | São Paulo          |
| José Ferreira Keffer            | PSD     | 8.483   |            | Suzano                | São Paulo          |
| Alcindo Bueno de Assis          | PR      | 8.406   |            | Bragança Paulista     | São Paulo          |
| Blota Júnior                    | PSP     | 8.276   |            | Ribeirão Bonito       | São Paulo          |
| Benedito Rocha                  | PTN     | 8.261   |            | São João da Boa Vista | São Paulo          |
| Bento Dias Gonzaga              | PSP     | 8.100   |            | São Paulo             | São Paulo          |
| Martinho Di Ciero               | PSP     | 8.058   |            | Campinas              | São Paulo          |
| Domingos Lot Neto               | PDC     | 8.038   |            | Birigui               | São Paulo          |
| Márcio Ribeiro Porto            | PR      | 7.895   |            | Pinhalzinho           | São Paulo          |
| Ralph Zumbano                   | PTB     | 7.869   |            | São Paulo             | São Paulo          |
| Francisco Lopes                 | PSP     | 7.510   |            | Avaré                 | São Paulo          |
| Osvaldo Samuel Massei           | PTB     | 7.704   |            | São Caetano do Sul    | São Paulo          |
| Vicente Botta                   | PTB     | 7.702   |            | São Carlos            | São Paulo          |
| Maurício dos Santos             | PTN     | 7.403   |            | São Paulo             | São Paulo          |
| Jaime de Almeida Pinto          | PSD     | 7.400   |            | São Carlos            | São Paulo          |
| Osvaldo Ribeiro Junqueira       | PSP     | 7.284   |            | Guarulhos             | São Paulo          |
| Cyro Albuquerque                | PSP     | 7.263   |            | Brotas                | São Paulo          |
| Emílio Guerra                   | PSP     | 7.234   |            | Arujá                 | São Paulo          |
| Anísio José Moreira             | PSD     | 7.126   |            | Jaboticabal           | São Paulo          |
| Ariel Tommasini                 | PRT     | 7.109   |            | São Sebastião         | São Paulo          |
| Alfredo Condeixa Filho          | PSP     | 7.041   |            | Ribeirão Preto        | São Paulo          |
| Francisco Franco                | PR      | 6.891   |            | Mogi das Cruzes       | São Paulo          |
| Manoel Alexandre Filho          | PSP     | 6.811   |            | Catiguá               | São Paulo          |
| Abreu Sodré                     | UDN     | 6.803   |            | São Paulo             | São Paulo          |
| Francisco Scalamandré Sobrinho  | PTN     | 6.630   |            | Araraquara            | São Paulo          |
| Leônidas Camarinha              | PSD     | 6.590   |            | Marília               | São Paulo          |
| Geraldo Silveira Bueno          | PTN     | 6.474   |            | São Paulo             | São Paulo          |
| Joaquim Paes de Barros Neto     | UDN     | 6.415   |            | Bocaina               | São Paulo          |
| Juvenal Rodrigues de Moraes     | PSD     | 6.401   |            | São Paulo             | São Paulo          |
| César Arruda Castanho           | PSB     | 6.389   |            | São Paulo             | São Paulo          |
| Aloysio Nunes Ferreira          | PTN     | 6.356   |            | São José do Rio Preto | São Paulo          |
| Farabulini Júnior               | PTN     | 6.122   |            | São Paulo             | São Paulo          |
| Dante Yatauro Perri             | PR      | 5.926   |            | Campo Limpo Paulista  | São Paulo          |
| Guilherme Oliveira Gomes        | PDC     | 5.915   |            | Osasco                | São Paulo          |
| Antônio Mastrocola              | UDN     | 5.791   |            | Cruzeiro              | São Paulo          |
| Leôncio Ferraz Junior           | PR      | 5.703   |            | Vinhedo               | São Paulo          |
| Joaquim José da Cruz Seco       | PL      | 5.653   |            | São Paulo             | São Paulo          |
| Derville Allegretti             | PR      | 5.461   |            | Resende               | Rio de Janeiro     |
| Mário Calazans                  | UDN     | 5.445   |            | Paraibuna             | São Paulo          |
| João Batista Neves              | PDC     | 5.127   |            | Ibiúna                | São Paulo          |
| João Salgado Sobrinho           | PRT     | 4.644   |            | Matão                 | São Paulo          |
| Ubirajara Keutenedjian          | PST     | 4.604   |            | São Paulo             | São Paulo          |
| Santilli Sobrinho               | PRP     | 4.557   |            | Mineiros do Tietê     | São Paulo          |
| Wilson Coury Rahal              | PSB     | 4.522   |            | Lins                  | São Paulo          |
| Hilário Torloni                 | PRP     | 4.470   |            | Cajamar               | São Paulo          |
| Carlos Kherlakian               | PRT     | 4.387   |            | São Paulo             | São Paulo          |
| Lauro Pozzi                     | PRP     | 4.237   |            | Bebedouro             | São Paulo          |
| Ernesto Salvagni                | PST     | 3.563   |            | Taquaritinga          | São Paulo          |